# 新井敏司
新井 敏司（あらい としじ、1948年3月7日 - ）は、栃木県出身の元ボートレーサー。

## 来歴
1971年デビュー。その年の11月平和島競艇場にて初勝利する。
1977年、地元の桐生競艇場で行われたG1関東地区戦でパーフェクト優勝。
2003年4月20日、尼崎競艇場で行われた第4回名人戦で優勝。
2012年6月27日、多摩川競艇場にて開催された「第47回東京スポーツ」5Rで勝利し通算2400勝を達成した。
2016年10月11日の戸田競艇場での出走を最後に現役を引退。最終日を連勝で飾り、通算勝利数を2,494勝とした。

## 獲得タイトル
- 2003年 4月20日 第4回 名人戦（尼崎競艇場）
- G1通算優勝19回